# 北沃里克郡 (英國國會選區)

選區在沃里克郡的位置

北沃里克郡（英語：North Warwickshire），英國國會一郡選區，包括西密德蘭沃里克郡北沃里克郡和紐尼頓-貝德沃思一部。設於1832年，1985年被撤，1983年恢復。
本區1992年以前一直支持保守黨，但此後支持工黨的歐柏文，直到2010年，他被保守黨的丹·拜爾斯以54票之差擊敗。2015年起則由黨友克萊格·特拉斯接棒。